# أرابيلا سكوت
كانت أرابيلا سكوت (بالإنجليزية: Arabella Scott) (7 مايو 1886 - 27 أغسطس 1980)، من المناضلين الناشطين الاسكتلنديين والمدافعين عن حق المرأة في التصويت. أضربت عن الطعام والشراب عندما أُرسلت إلى السجن وأُفرج عنها بموجب قانون السجناء أو ما  يشار إليه عمومًا باسم قانون «القط والفأر».

## سنوات حياتها المبكرة
وُلدت أرابيلا شارلوت سكوت في 7 مايو 1886 في دانون باسكتلندا. كانت والدتها معلمة وعمل والدها نقيبًا في الجيش الهندي لأكثر من 25 عامًا.
تخرجت بدرجة ماجستير للآداب من جامعة إدنبرة، ثم أصبحت معلمة في إحدى المدارس، وكانت تعيش مع أختها موريل سكوت في إدنبرة. كانت سكوت وشقيقتها من دعاة قضية حق المرأة في الاقتراع وكانتا متحدثتان ومدافعتان نشطتان في اسكتلندا.

## حملات الدفاع عن حق المرأة في الاقتراع
أُلقي القبض على سكوت وأختها موريل في عام 1909 بتهمة العرقلة في لندن بعد محاولتهما تسليم عريضة إلى رئيس الوزراء البريطاني هربرت أسكويث. عملت الأختان 21 يومًا في سجن هولواي بسبب هذه التهمة.
قُبض على سكوت وأُفرج عنها عدة مرات بموجب قانون السجناء (الإفراج المؤقت عند اعتلال الصحة والمعروف من قبل الناشطين باسم قانون القط والفأر) لعام 1913 على مدار السنوات التالية. شُرع قانون القط والفأر حتى لا يتمكن السجناء من قتل أنفسهم في السجن بسبب إضرابهم عن الطعام، فيُطلق سراحهم عند ضعف جسمهم للغاية ثم يُعاد اعتقالهم في وقت لاحق لإكمال عقوباتهم. قُبض عليها في أبريل 2013 رفقة فرانسيس غريفز المعروفة باسمها المستعار «فرانسيس غوردون» بعد اقتحامهما بيت سبرينغهال، بهدف الحرق العمد. ألقي القبض على أرابيلا مرة أخرى في 19 مايو 1913، لمحاولتها إشعال النار في مبنى تابع لمضمار سباق خيول في كيلسو رفقة إليزابيث طومسون وإديث هدسون. سُجنوا جميعًا في سجن كالتون وأضربوا عن الطعام سوية. أُفرج عن سكوت بموجب قانون القط والفأر في 24 مايو، وانتهت مدة صلاحية ترخيصها ولكنها لم تعد إلى سجن كالتون.
أُلقي القبض على سكوت في 12 يونيو وأعيد اعتقالها، فأضربت عن الطعام مرة أخرى عند عودتها إلى سجن كالتون. قيمها ضابط طبي في 16 يونيو على أنها ضعيفة للغاية، وأُطلق سراحها بترخيص لكنها لم تعد إلى السجن. عُثر على سكوت في لندن في 24 أغسطس وعادت إلى سجن كالتون حيث دخلت في إضراب عن الطعام والشراب. طالب الضابط الطبي إخراجها اعلى الفور في 28 أغسطس بسبب تعكر صحتها للغاية، ولكن كان لا بد من إخراجها من السجن بالقوة لأنها لم ترغب في الخروج بموجب ترخيص مرة أخرى. انتهت صلاحية الترخيص في 10 سبتمبر 1913، ولم يُعثر على سكوت حتى العام التالي.
عملت سكوت كمنظمة للاتحاد الاجتماعي والسياسي للمرأة في فرع برايتون تحت اسم «كاثرين ريد»، وعُثر عليها في مايو 1914 وحاولت مقاومة عملية اعتقالها. كان على سكوتلاند يارد وشرطة برايتون مساعدة الشرطة التي جاءت من اسكتلندا للقبض على سكوت لرفضها المشي، فكان يجب رفعها وجرها لدخول القطار. بدأت إضرابها عن الطعام والشرب في 2 مايو بعد ما قُبض عليها، وكانت مريضة بحلول 8 مايو، ما سمح لها بمغادرة سجن كالتون بموجب ترخيص. غادرت سكوت إلى لندن في 17 مايو، حتى تتمكن من مساعدة حملة الاتحاد الاجتماعي والسياسي للمرأة ضد المرشح الليبرالي في انتخابات إبسوتش الفرعية. كان من المقرر أن تعود إلى السجن في 22 مايو. عُثر عليها في 19 يونيو أثناء غارة على منزل لجمعية حق المرأة في الاقتراع، حيث أُعيد اعتقالها وأُجبرت على العودة إلى السجن.
حصلت سكوت على وسام الإضراب عن الجوع «بسبب شجاعتها» من قبل الاتحاد الاجتماعي والسياسي للمرأة.